# Helena Vitovská
Helena Vitovská (* 30. července 1982 Československo) je manažerka a bývalá dětská filmová herečka. Poprvé se objevila ve filmu Nefňukej, veverko! v pěti letech v hlavní roli Kačenky. Následovaly další filmové role jako např. Veverka a kouzelná mušle, Kačenka a strašidla, Kačenka a zase ta strašidla.
Po ukončení filmové kariéry vystudovala dvojjazyčné česko - španělské gymnázium a potom Policejní akademii České republiky v Praze, kde získala titul magistr a ČZU s titulem inženýr.
V průběhu studia začala pracovat ve významné české společnosti v oblasti hotelnictví a realit, kde se vypracovala na pozici manažerky.
Ve svém volném čase se do roku 2012 aktivně věnovala chovu kartouzských koček.
Od roku 2018 žije střídavě v ČR a v zahraničí. 

## Filmografie
- Kačenka a strašidla (TV seriál) – 1999
- Kačenka a strašidla – 1992
- Kačenka a zase ta strašidla – 1992
- Nefňukej, veverko! – 1988
- Veverka a kouzelná mušle – 1988
- Zírej, holube! (TV film) – 1987
- Jen ty a já ( ČT ) - 1988
- Rodinná komunikace ( ČT )
- Houpačka